# 沃尔夫冈·霍夫曼
沃尔夫冈·霍夫曼（德語：Wolfgang Hofmann，1941年3月30日—2020年3月12日），德国柔道运动员。1964年代表德国联队获得东京奥运会男子柔道中量级银牌。他是第一个在奥运会上获得奖牌的德国柔道运动员。

## 生平
1941年生于科隆。1961年至1963年，在日本奈良县天理大學修炼柔道。1964年代表德国联队获得东京奥运会男子柔道中量级银牌，回国后获得总统海因里希·吕布克授予的银月桂叶。他还获得了1965年、1968年和1969年柔道欧洲锦标赛中量级冠军。1970年退役后在科隆体育大学执教。2007年7月晋级柔道八段。2020年3月12日逝世。

## 出版物
- Wolfgang Hofmann. . Falken Verlag. 1978. ISBN 3-8068-4013-X （德语）.